# Tridacninae
Sous-famille
Les Tridacninae sont une sous-famille de mollusques bivalves, de la famille des Cardiidae (même si certains auteurs ont historiquement préféré y voir une famille à part entière). 
Ce sont des bivalves de très grande taille, communément appelés « bénitiers ». 
Les espèces de cette famille font souvent l'objet d'élevage commercial, mais aussi de braconnage industriel : leur population sauvage a considérablement régressé au XXe siècle, et leur croissance extrêmement lente rend cette pêche particulièrement destructrice pour les espèces.

## Liste des genres
Selon World Register of Marine Species (1 juin 2016) :
- genre Hippopus Lamarck, 1799 -- 2 espèces actuelles
- genre Tridacna Bruguière, 1797 -- 10 espèces actuelles
- genre fossile Avicularium Gray, 1853 †
- genre fossile Byssocardium Munier-Chalmas, 1882 †
- genre fossile Goniocardium Vasseur, 1880 †
- genre fossile Omanidacna Harzhauser & Mandic, 2008 †

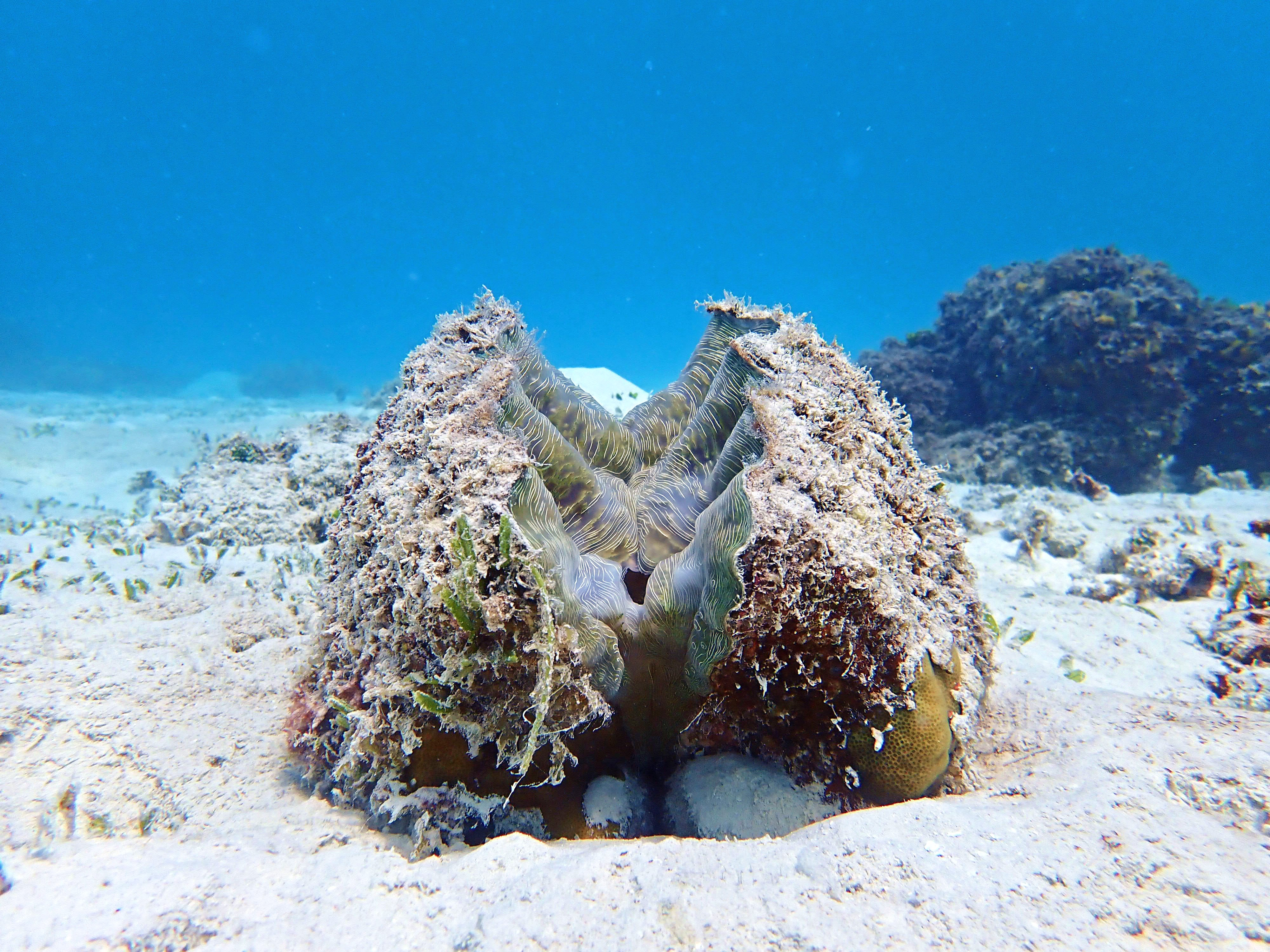
Hippopus hippopus vivant (Vanuatu)
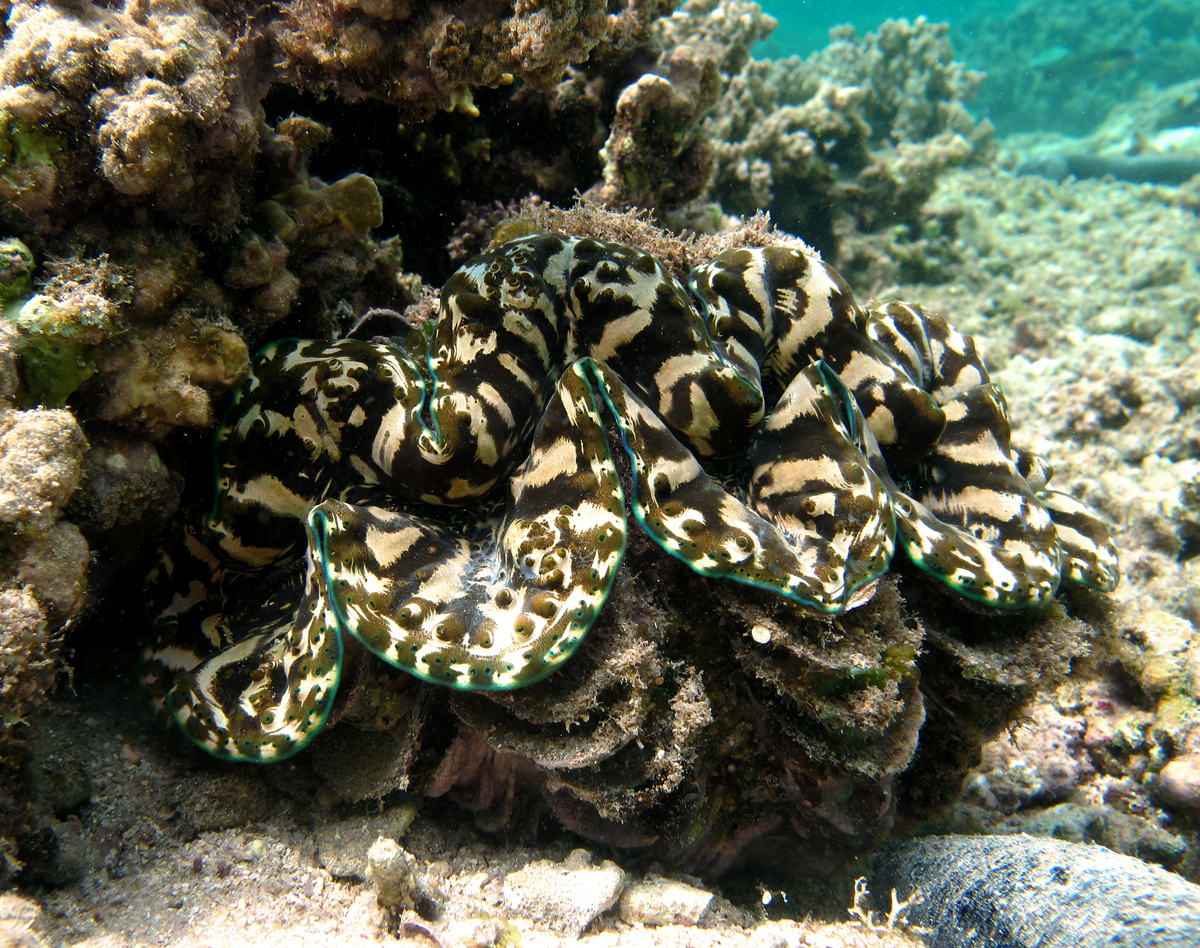
Tridacna squamosa vivant (la Réunion)
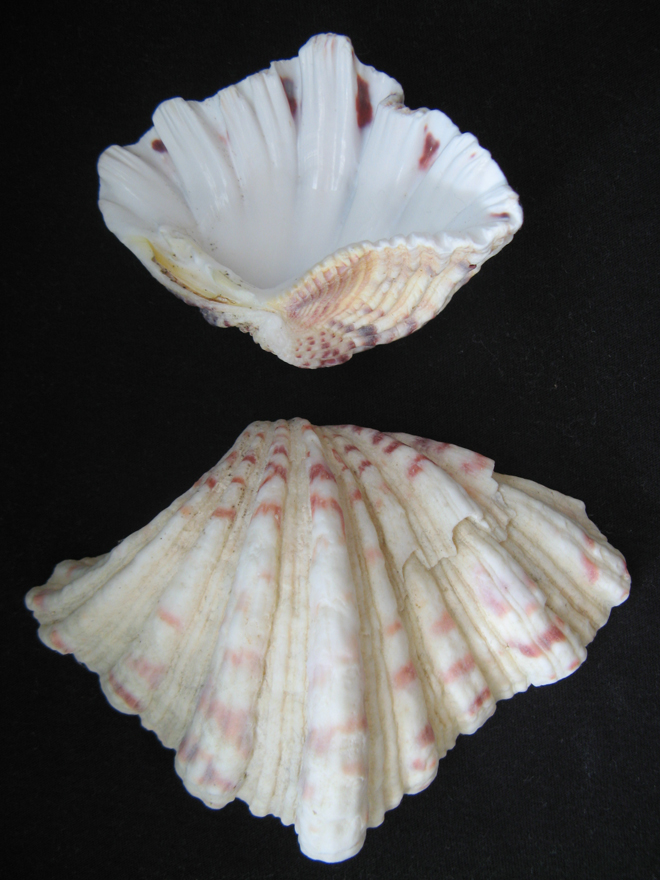
Coquille d'Hippopus hippopus
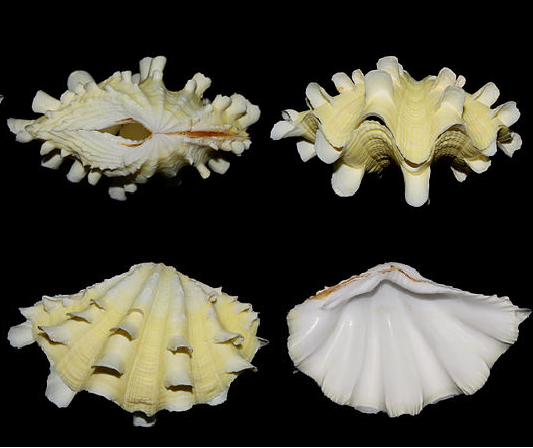
Coquille de Tridacna squamosa
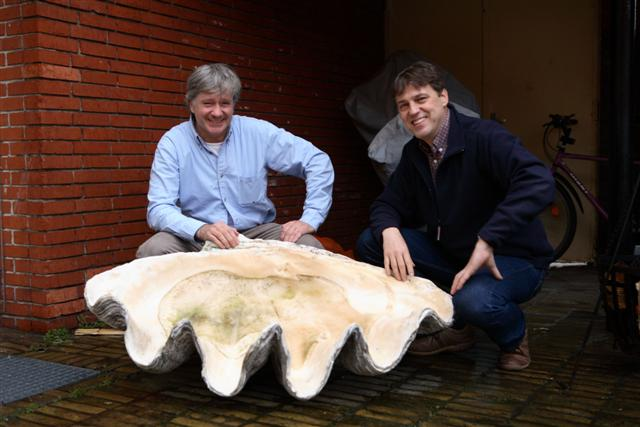
Une valve de bénitier géant (Tridacna gigas)